# Brindisi Challenger 2002
Il Brindisi Challenger 2002 è stato un torneo di tennis facente parte della categoria ATP Challenger Series nell'ambito dell'ATP Challenger Series 2002. Il torneo si è giocato a Brindisi in Italia dal 26 agosto al 1º settembre 2002 su campi in terra rossa.

## Vincitori

### Singolare
Mariano Puerta ha battuto in finale  Leonardo Azzaro con il punteggio di 6–3, 7–6(2)

### Doppio
Mariano Delfino /  Sergio Roitman hanno battuto in finale  Marc López /  Salvador Navarro con il punteggio di 7–6(4), 6(3)–7, 6–4